# 孟尼利克一世

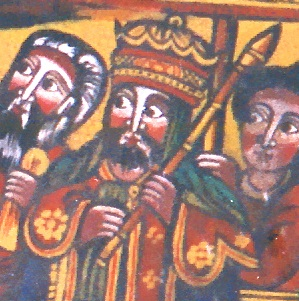
阿克蘇姆一間教堂描繪的孟尼利克一世

孟尼利克一世是傳說中衣索比亞第一位皇帝，所羅門王朝的建立者。根據衣索比亞史詩眾王榮耀，孟尼利克是以色列國王所羅門與示巴女王之子，於前10世紀統治衣索比亞。
並無考古證據孟尼利克一世真實存在。所羅門王朝在13世紀取代札格維王朝統治衣索比亞，時任國王葉庫諾·阿穆拉克自稱是所羅門與示巴女王的後裔。